# Otočić Jaz
Otočić Jaz är en ö i Kroatien.   Den ligger i länet Šibenik-Knins län, i den södra delen av landet, 250 km söder om huvudstaden Zagreb. Arean är 0,16 kvadratkilometer.
Terrängen på Otočić Jaz är platt. Öns högsta punkt är 34 meter över havet. Den sträcker sig 0,6 kilometer i nord-sydlig riktning, och 0,5 kilometer i öst-västlig riktning.